# Esther Eng
Esther Eng (24 de setembro de 1914 - 25 de janeiro de 1970), nascida Ng Kam-ha, foi uma realizadora de cinema norte-americana e a primeira realizadora a dirigir filmes em língua chinesa nos Estados Unidos da América. Realizou quatro longas-metragens nos EUA e cinco em Hong Kong. É reconhecida como uma pioneira que cruzou as fronteiras de raça, língua, cultura e gênero.

## Vida Pessoal
Esther Eng nasceu em São Francisco a 24 de setembro de 1914. Era a quarta filha de uma família numerosa de dez filhos. Os seus avós emigraram originalmente para a América de Toy Shan (Taishan) na província de Guangdong, no sul da China.
Durante a sua adolescência tornou-se fã de ópera cantonesa, chegando a socializar com cantores e atores cantoneses que atuavam na cidade de São Francisco, onde existiam vários teatros de língua chinesa, que devido à sua grande comunidade de emigrantes, eram bastante bem sucedidos e que já tinham recebido alguns dos melhores atores da China.
Era lésbica e vivia sem esconder a sua sexualidade. A sua orientação sexual não afectou negativamente a sua carreira, em parte porque a homossexualidade era uma parte aceite da ópera cantonesa, à qual ela estava associada.
Na época em que Heartache foi lançado, Esther Eng mudou o seu sobrenome de Ng para o mais fácil de pronunciar Eng.
Faleceu de cancro a 25 de janeiro de 1970 com 55 anos de idade, no Hospital Lenox Hill, em Nova Iorque. Residia na 50 Bayard Street na época de sua morte.

## Carreira
Quando tinha 19 anos começou a trabalhar como produtora na empresa produtora de filmes do seu pai e dos seus parceiros de negócios, localizada em 1010 Washington Street, São Francisco.
Ambicionando trabalhar para um estúdio em Los Angeles, o primeiro trabalho creditado de Esther Eng foi como coprodutora do filme Heartache de 1936, dirigido por Frank Tang. O filme foi filmado durante oito dias, com duas bobines de filme a cores, e, apesar de ser ambientado em São Francisco, foi filmado num estúdio alugado em Hollywood. Nesse mesmo ano, juntamente com amigos e a atriz principal do filme, Wai Kim Fong, Esther Eng foi a Hong Kong para a estreia do filme no Queens Theatre sob o título Iron Blood, Fragrant Soul.
Após a China entrar em guerra com o Japão, Esther dirigiu o filme National Heroine (1937) sobre uma mulher piloto que luta pelo seu país. O filme obteve imenso sucesso e levou a jovem realizadora a permanecer durante dois anos em Hong Kong, onde dirigiu os seus dois filmes seguintes: Ten Thousand Lovers e Storm of Envy, ambos lançados em 1938. Durante o mesmo período, também codirigiu o filme A Night of Romance, A Lifetime of Regret com Wu Peng e Leung Wai-man, e em 1939, realizou o filme It's A Women's World, cujo elenco era exclusivamente feminino, sendo apresentadas 36 mulheres com diferentes profissões.
Regressou a São Francisco em finais de 1939 para começar a distribuir filmes cantoneses na América Central e América do Sul, e em 1941, dirigiu o filme Golden Gate Girl, que recebeu uma crítica favorável na revista Variety.
Entre 1946 e 1947, fixou-se temporariamente em Hong Kong para realizar um filme de guerra, contudo após meses de preparação, que incluíram a procura de locais no sul da China, Esther Eng teve de abandonar o projeto e em meados de 1947 regressou à Califórnia, onde fez The Blue Jade, estrelado pela cantora de ópera cantonesa, Fe Fe Lee. Posteriormente, as duas colaborariam noutro filme intitulado Too Late For Springtime (1949) sobre o relacionamento de uma jovem chinesa com um soldado sino-americano. O tema de amor inter-racial seria novamente retratado noutra obra de Esther Eng, nomeadamente no filme rodado nas Ilhas do Hawaii, Mad Fire Mad Love, sobre um romance entre uma mulher nativa e um marinheiro chinês.
Em 1950, entrou no ramo da restauração com o seu amigo Bo Bo, um ator chinês que se radicou em Nova Iorque, apoiando mais tarde a sua carreira nos palcos norte-americanos. Posteriormente os dois cofundaram um restaurante com o nome "Bo Bo", o primeiro de seus cinco restaurantes em Manhattan, estando incluído outro com o nome "Esther Eng Restaurant", inaugurado em 1959.
Em 1961, recebeu o seu último crédito cinematográfico como codiretora em Murder in New York Chinatown com Wu Peng, tendo dirigido todas as cenas de exteriores do filme.

### Estilo Cinematográfico
Os filmes de Eng eram, em sua maioria, dramas românticos tradicionais ou épicos de guerra, geralmente com mulheres nos papéis principais. A maioria de suas produções cinematográficas encontram-se atualmente perdidas, exceto duas: Golden Gate Girl e Murder in New York Chinatown.

## Legado e Homenagens
A 1 de abril de 2013, estreou um documentário sobre a vida e carreira de Esther Eng intitulado Golden Gate Silver Light no Festival Internacional de Cinema de Hong Kong. O filme dirigido por Louisa Wei, foi inspirado na descoberta em 2006 dos álbuns de fotos de Esther Eng, datados entre os anos de 1928 e 1948. Durante a produção do filme, Louisa Wei encontrou mais álbuns, mas nenhum registro de áudio ou filme da realizadora.
O documentário Golden Gate Girls, compara a representação mediática de Esther Eng com a de Dorothy Arzner. Judith Mayne, autora de Directed by Dorothy Arzner, é entrevistada no documentário, dizendo: "Adoro o fato de que a história das cineastas agora inclui Dorothy Arzner e Esther Eng como duas das verdadeiras exceções, que provaram que era inteiramente possível construir uma carreira cinematográfica de sucesso sem necessariamente fazer parte da identidade dominante".

## Filmografia
- Sum Hun (Heartaches) (1936) (produtora)
- National Heroine (1937)
- Ten Thousand Lovers (1938)
- Tragic Love (também conhecido como Storm of Envy) (1938)
- A Night of Romance, A Lifetime of Regret (também conhecido como Husband and Wife for One Night) (1938)
- It's a Women's World (1939) (codirigido com Lu Si)
- Golden Gate Girl (1941)
- The Fair Lady in the Blue Lagoon (também conhecida como Blue Jade) (1947)
- Back Street (também conhecido como Too Late for Springtime) (1948)
- Mad Fire, Mad Love (1949)
- Murder in New York Chinatown (1961) (codirigido com Wu Peng)